# سانتوكا تانيدا

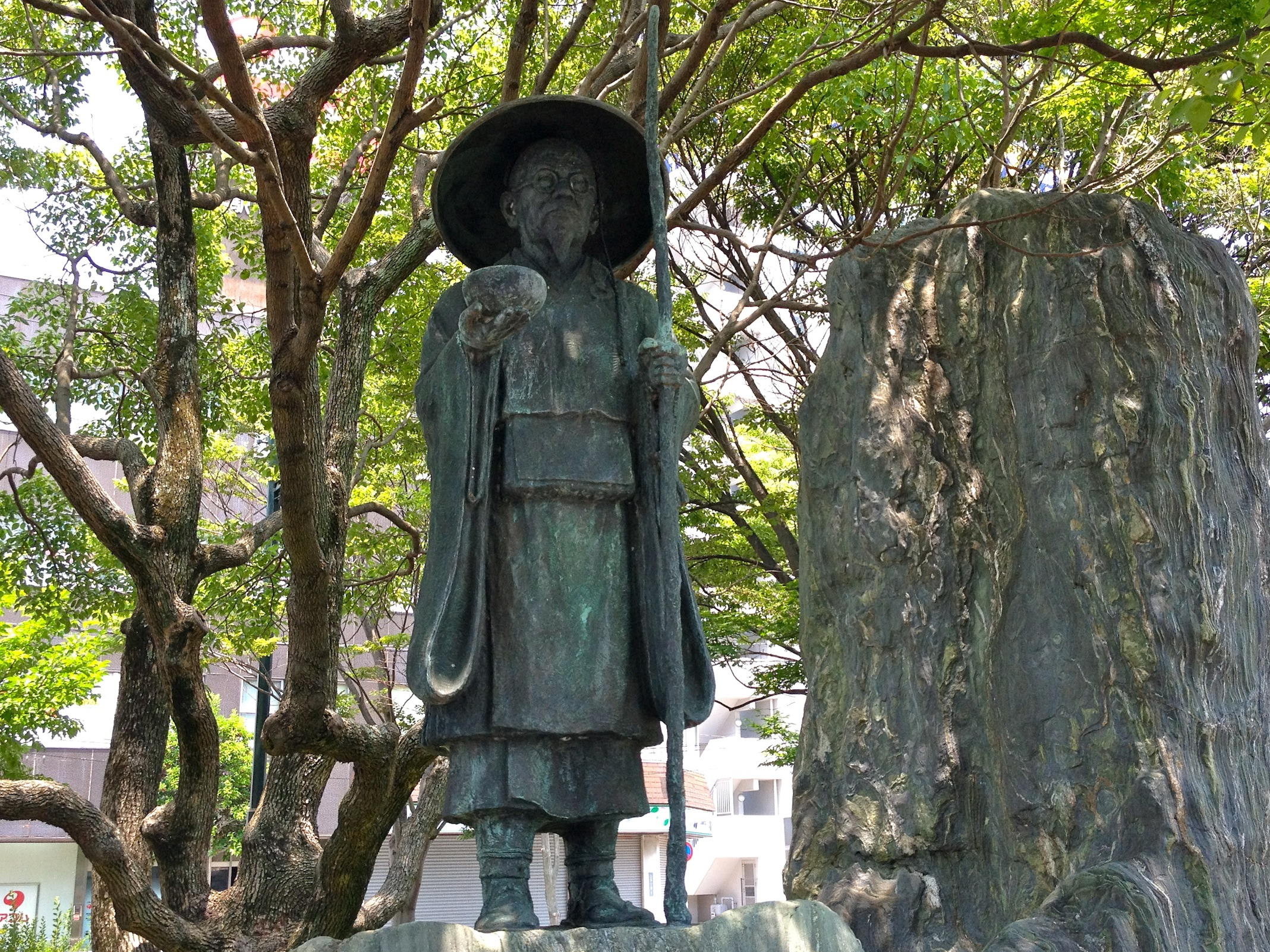
تمثال تانيدا سانتوكا

تانيدا سانتوكا (3ديسمبر1882 - 11 أكتوبر 1940) كان شاعر ياباني من شعراء الهايكو عرف بأسلوبه الحر في كتاباته بأسلوب الهايكو، درس الادب في جامعة واسيدا عام 1904 ولكنه استبعد منها بسبب ادمانه للشرب ومعاناة والده من مشاكل مادية، عانى في حياته من مشاكل أثرت في مسيرته الادبية حيثت انتحرت والدته وهو في سن الحادية عشر وانتحر اخاه الأصغر وتعرض للسجن في عام 1922 لاتهامه بالشيوعية، وقد قامت رحلاته للحج على الطريقة البوذية في التأثير على كتباته، من أعماله الشعرية: طعم الجبل - من اجل مسيرتي